# Maurice Girodias
Maurice Girodias, rodným příjmením Kahane, (12. dubna 1919 Paříž – 3. července 1990 Paříž) byl francouzský nakladatel, zakladatel společnosti Olympia Press.

## Život
Narodil se v Paříži jako syn nakladatele Jacka Kahana, v Anglii narozeného potomka rumunských přistěhovalců. Jeho otec byl žid, francouzská matka Marcelle katolička. Příjmení Girodias má po matce; začal jej používat, aby skryl svůj židovský původ před nacisty. Otec vlastnil nakladatelství Obelisk Press, které vydávalo například knihy od Henryho Millera, Jamese Joyce a Anaïs Nin. Od roku 1934, od svých patnácti let, pracoval pro nakladatelství jeho otce. Po jeho smrti v roce 1939 společnost převzal.
V roce 1953 založil vlastní nakladatelství Olympia Press, které vydalo několik kontroverzních knih, včetně Lolity Vladimira Nabokova, Nahého oběda Williama Burroughse a SCUM Manifesto od Valerie Solanasové. Zemřel v Paříži na infarkt myokardu ve věku 71 let. Ve filmu Střelila jsem Andyho Warhola (1996) jej ztvárnil Lothaire Bluteau.